# Pterolophia sinensis
Pterolophia sinensis là một loài bọ cánh cứng trong họ Cerambycidae.